# DeSagana Diop

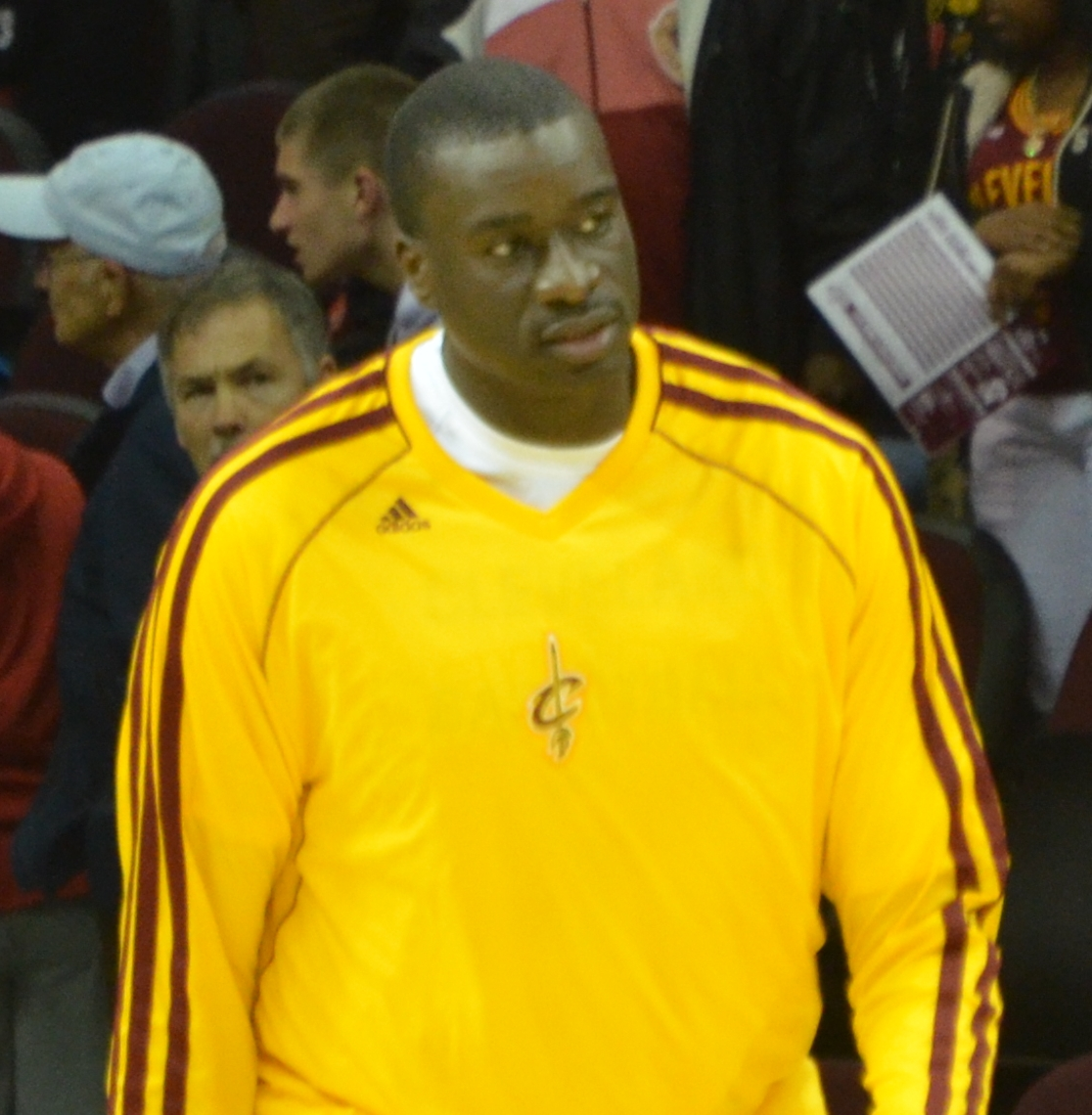
Em 2013

DeSagana N'gagne Diop (30 de janeiro de 1982) é um ex-jogador senegalês de basquete que com seus 2,13 m de altura e 127 kg atuava como pivô na NBA.
Ele foi a oitava escolha do draft da NBA de 2001 pelo Cleveland Cavaliers.